# Avondale (Newfoundland en Labrador)
Avondale is een gemeente (town) in de Canadese provincie Newfoundland en Labrador. De gemeente ligt in het zuidoosten van het eiland Newfoundland.

## Geschiedenis
In 1974 erkende het provinciebestuur de plaats Avondale als een gemeente.

## Geografie
Avondale ligt op Newfoundlands zuidoostelijke schiereiland Avalon. Het dorp ligt aan de monding van het gelijknamige riviertje in Gasters Bay, een van de grote zuidelijke inhammen van Conception Bay. De gemeente grenst in het westen aan Conception Harbour en in het oosten aan Harbour Main-Chapel's Cove-Lakeview.
De dorpskern van Avondale bevindt zich aan de splitsing van provinciale route 60 en provinciale route 63. De Trans-Canada Highway (NL-1) vormt de zuidgrens van het gemeentelijke grondgebied.

## Demografie
Demografisch gezien is Avondale, net zoals de meeste kleine dorpen op Newfoundland, aan het krimpen. Tussen 1971 en 2016 daalde de bevolkingsomvang van 944 naar 584. Dat komt neer op een daling van 360 inwoners (-38,1%) in vijftig jaar tijd.
- Bron: Statistics Canada (1951–1986[1], 1991–1996[2], 2001–2006[3], 2011–2016[4], 2021[5])